# 村山車站 (山形縣)
村山車站（日语：〔〕／ Murayama eki */?）是一個位於山形縣村山市楯岡新町1丁目10-1號，由東日本旅客鐵道（JR東日本）所經營的鐵路車站。在官方規劃上，村山原本只是奧羽本線的一個沿線車站，但因為以奧羽本線部分路段進行路線升級而成、與奧羽本線共用路線的山形新幹線也在本站停靠，因此在實際運務上村山是山形新幹線與奧羽本線之間的轉車站之一。村山車站在1901年初設置時，原名楯岡，是楯岡町（已在1954年時整合周圍的數個村級行政區，升格成為村山市）的主車站，但1954年村山市設置後車站並未隨之改名，直到1999年時，才配合山形新幹線新庄延伸段的通車，在搬遷入新設的車站建築同時改名為村山車站。

## 車站結構
側式月台1面1線與島式月台1面2線，合計2面3線的地面車站。設有跨站式站房。

### 月台配置
| 月台 | 路線        | 方向 | 目的地                     |
| ---- | ----------- | ---- | -------------------------- |
| 1    | ■山形線     | 上行 | 山形、福島方向             |
| 2    | ■山形新幹線 | 上行 | 山形、福島方向             |
| 2    | ■山形新幹線 | 下行 | 新方向                     |
| 2    | ■山形線     | 下行 | 新方向                     |
| 3    | ■山形新幹線 | 下行 | 新庄方向（只限交會時）       |
| 3    | ■山形線     | 上行 | 山形、福島方向（此站始發） |
| 3    | ■山形線     | 下行 | 新方向                     |

## 相鄰車站
東日本旅客鐵道
■山形新幹線
櫻桃東根－村山－大石田
■山形線（奧羽本線）
東根－村山－袖崎

## 外部連結
- （日語）村山車站（JR東日本） （页面存档备份，存于）

38°28′38″N 140°23′11″E / 38.47722°N 140.38639°E